# Grande Prêmio da Grã-Bretanha de 1992
Resultados do Grande Prêmio da Grã-Bretanha de Fórmula 1 realizado em Silverstone em 12 de julho de 1992. Nona etapa do campeonato, foi vencido pelo britânico Nigel Mansell, que subiu ao pódio junto a Riccardo Patrese numa dobradinha da Williams-Renault, com Martin Brundle em terceiro pela Benetton-Ford.

## Resumo
- Primeira corrida de Damon Hill. O inglês havia estreado no Grande Prêmio da Espanha como substituto de Giovanna Amati na equipe Brabham, mas não obteve a classificação.

## Classificação da prova

### Pre-classificação
| Pos. | Nº | Piloto            | Construtor          | Tempo    | Dif.     |
| ---- | -- | ----------------- | ------------------- | -------- | -------- |
| 1    | 29 | Bertrand Gachot   | Venturi-Lamborghini | 1:24.650 | —        |
| 2    | 15 | Gabriele Tarquini | Fondmetal-Ford      | 1:27.378 | + 2.728  |
| 3    | 30 | Ukyo Katayama     | Venturi-Lamborghini | 1:27.560 | + 2.910  |
| 4    | 14 | Andrea Chiesa     | Fondmetal-Ford      | 1:28.965 | + 4.315  |
| 5    | 34 | Roberto Moreno    | Andrea Moda-Judd    | 1:30.592 | + 5.942  |
| 6    | 35 | Perry McCarthy    | Andrea Moda-Judd    | 1:46.719 | + 22.069 |

### Treinos
| Pos.    | Nº | Piloto             | Construtor           | Q1       | Q2       | Dif.    |
| ------- | -- | ------------------ | -------------------- | -------- | -------- | ------- |
| 1       | 5  | Nigel Mansell      | Williams-Renault     | 1:18.965 | 1:35.990 | —       |
| 2       | 6  | Riccardo Patrese   | Williams-Renault     | 1:20.884 | 1:38.185 | + 1.919 |
| 3       | 1  | Ayrton Senna       | McLaren-Honda        | 1:21.706 | 1:41.912 | + 2.741 |
| 4       | 19 | Michael Schumacher | Benetton-Ford        | 1:22.066 | 1:41.227 | + 3.101 |
| 5       | 2  | Gerhard Berger     | McLaren-Honda        | 1:22.296 | 1:41.311 | + 3.331 |
| 6       | 20 | Martin Brundle     | Benetton-Ford        | 1:23.489 | 1:40.781 | + 4.524 |
| 7       | 12 | Johnny Herbert     | Lotus-Ford           | 1:23.605 | 1:42.124 | + 4.640 |
| 8       | 27 | Jean Alesi         | Ferrari              | 1:23.723 | 1:39.961 | + 4.758 |
| 9       | 11 | Mika Häkkinen      | Lotus-Ford           | 1:23.813 | 1:42.815 | + 4.848 |
| 10      | 26 | Erik Comas         | Ligier-Renault       | 1:23.957 | s/ tempo | + 4.992 |
| 11      | 29 | Bertrand Gachot    | Venturi-Lamborghini  | 1:24.065 | 1:45.881 | + 5.100 |
| 12      | 9  | Michele Alboreto   | Footwork-Mugen/Honda | 1:24.198 | 1:41.504 | + 5.233 |
| 13      | 25 | Thierry Boutsen    | Ligier-Renault       | 1:24.545 | 1:45.659 | + 5.580 |
| 14      | 28 | Ivan Capelli       | Ferrari              | 1:24.558 | 1:41.734 | + 5.593 |
| 15      | 15 | Gabriele Tarquini  | Fondmetal-Ford       | 1:24.761 | 1:49.639 | + 5.796 |
| 16      | 30 | Ukyo Katayama      | Venturi-Lamborghini  | 1:24.851 | 1:46.644 | + 5.886 |
| 17      | 10 | Aguri Suzuki       | Footwork-Mugen/Honda | 1:24.924 | 1:43.215 | + 5.959 |
| 18      | 4  | Andrea de Cesaris  | Tyrrell-Ilmor        | 1:24.984 | 1:42.160 | + 6.019 |
| 19      | 21 | J. J. Lehto        | Dallara-Ferrari      | 1:25.037 | 1:40.867 | + 6.072 |
| 20      | 3  | Olivier Grouillard | Tyrrell-Ilmor        | 1:25.096 | 1:41.221 | + 6.131 |
| 21      | 16 | Karl Wendlinger    | March-Ilmor          | 1:25.123 | s/ tempo | + 6.131 |
| 22      | 22 | Pierluigi Martini  | Dallara-Ferrari      | 1:25.221 | 1:46.295 | + 6.256 |
| 23      | 32 | Stefano Modena     | Jordan-Yamaha        | 1:25.362 | 1:42.104 | + 6.397 |
| 24      | 33 | Maurício Gugelmin  | Jordan-Yamaha        | 1:25.988 | s/ tempo | + 7.023 |
| 25      | 24 | Gianni Morbidelli  | Minardi-Lamborghini  | 1:25.998 | 1:43.981 | + 7.033 |
| 26      | 8  | Damon Hill         | Brabham-Judd         | 1:26.378 | 1:45.272 | + 7.413 |
| 27      | 23 | Alessandro Zanardi | Minardi-Lamborghini  | 1:26.458 | s/ tempo | + 7.493 |
| 28      | 17 | Paul Belmondo      | March-Ilmor          | 1:27.995 | s/ tempo | + 9.030 |
| 29      | 14 | Andrea Chiesa      | Fondmetal-Ford       | 1:28.452 | s/ tempo | + 9.487 |
| 30      | 7  | Eric van de Poele  | Brabham-Judd         | 1:28.719 | s/ tempo | + 9.754 |
| Fontes: |    |                    |                      |          |          |         |

### Corrida
| Pos.    | Nº | Piloto             | Construtor           | Voltas | Tempo/Diferença | Grid | Pontos |
| ------- | -- | ------------------ | -------------------- | ------ | --------------- | ---- | ------ |
| 1       | 5  | Nigel Mansell      | Williams-Renault     | 59     | 1:25:42.991     | 1    | 10     |
| 2       | 6  | Riccardo Patrese   | Williams-Renault     | 59     | + 39.094        | 2    | 6      |
| 3       | 20 | Martin Brundle     | Benetton-Ford        | 59     | + 48.395        | 6    | 4      |
| 4       | 19 | Michael Schumacher | Benetton-Ford        | 59     | + 53.267        | 4    | 3      |
| 5       | 2  | Gerhard Berger     | McLaren-Honda        | 59     | + 55.795        | 5    | 2      |
| 6       | 11 | Mika Häkkinen      | Lotus-Ford           | 59     | + 1:20.138      | 9    | 1      |
| 7       | 9  | Michele Alboreto   | Footwork-Mugen/Honda | 58     | + 1 volta       | 12   |        |
| 8       | 26 | Erik Comas         | Ligier-Renault       | 58     | + 1 volta       | 10   |        |
| 9       | 28 | Ivan Capelli       | Ferrari              | 58     | + 1 volta       | 14   |        |
| 10      | 25 | Thierry Boutsen    | Ligier-Renault       | 57     | + 2 voltas      | 13   |        |
| 11      | 3  | Olivier Grouillard | Tyrrell-Ilmor        | 57     | + 2 voltas      | 20   |        |
| 12      | 10 | Aguri Suzuki       | Footwork-Mugen/Honda | 57     | + 2 voltas      | 17   |        |
| 13      | 21 | J. J. Lehto        | Dallara-Ferrari      | 57     | + 2 voltas      | 19   |        |
| 14      | 15 | Gabriele Tarquini  | Fondmetal-Ford       | 57     | + 2 voltas      | 15   |        |
| 15      | 22 | Pierluigi Martini  | Dallara-Ferrari      | 56     | + 3 voltas      | 22   |        |
| 16      | 8  | Damon Hill         | Brabham-Judd         | 55     | + 4 voltas      | 26   |        |
| 17      | 24 | Gianni Morbidelli  | Minardi-Lamborghini  | 53     | Motor           | 25   |        |
| Ret     | 1  | Ayrton Senna       | McLaren-Honda        | 52     | Transmissão     | 3    |        |
| Ret     | 4  | Andrea de Cesaris  | Tyrrell-Ilmor        | 46     | Rodou           | 18   |        |
| Ret     | 27 | Jean Alesi         | Ferrari              | 43     | Falha mecânica  | 8    |        |
| Ret     | 32 | Stefano Modena     | Jordan-Yamaha        | 43     | Motor           | 23   |        |
| Ret     | 33 | Maurício Gugelmin  | Jordan-Yamaha        | 37     | Motor           | 24   |        |
| Ret     | 29 | Bertrand Gachot    | Venturi-Lamborghini  | 32     | Roda            | 11   |        |
| Ret     | 12 | Johnny Herbert     | Lotus-Ford           | 31     | Transmissão     | 7    |        |
| Ret     | 16 | Karl Wendlinger    | March-Ilmor          | 27     | Câmbio          | 21   |        |
| Ret     | 30 | Ukyo Katayama      | Venturi-Lamborghini  | 27     | Transmissão     | 16   |        |
| DNQ     | 23 | Alessandro Zanardi | Minardi-Lamborghini  |        |                 |      |        |
| DNQ     | 17 | Paul Belmondo      | March-Ilmor          |        |                 |      |        |
| DNQ     | 14 | Andrea Chiesa      | Fondmetal-Ford       |        |                 |      |        |
| WD      | 7  | Eric van de Poele  | Brabham-Judd         |        |                 |      |        |
| DNPQ    | 34 | Roberto Moreno     | Moda-Judd            |        |                 |      |        |
| Fontes: |    |                    |                      |        |                 |      |        |

## Tabela do campeonato após a corrida
| Pos.    | Piloto             | Pontos |
| ------- | ------------------ | ------ |
| 1       | Nigel Mansell      | 76     |
| 2       | Riccardo Patrese   | 40     |
| 3       | Michael Schumacher | 29     |
| 4       | Gerhard Berger     | 20     |
| 5       | Ayrton Senna       | 18     |
| Fontes: |                    |        |

| Pos.    | Construtor       | Pontos |
| ------- | ---------------- | ------ |
| 1       | Williams-Renault | 116    |
| 2       | Benetton-Ford    | 42     |
| 3       | McLaren-Honda    | 38     |
| 4       | Ferrari          | 13     |
| 5       | Lotus-Ford       | 7      |
| Fontes: |                  |        |

- Nota: Somente as primeiras cinco posições estão listadas.